# Балтаджы, Эджем
Эдже́м Ба́лтаджы (тур. Ecem Baltacı; род. 25 июля 1994, Стамбул) — турецкая актриса

 театра, кино и телевидения.

## Ранние годы
Эджем Балтаджы родилась 25 июля 1994 года в Стамбуле (Турция). Она изучала живопись в средней школе и окончила Университет Йедитепе (Факультет изящных искусств, Кафедра пластических искусств). Прошла обучение актёрскому мастерству у Айлы Алган и обучалась методам вокального дыхания у Илькнура Ачыкеля.

## Карьера
С 2015 по 2016 год Балтаджы играла роль Ханифе во втором и третьем сезонах телесериала «Это моя жизнь». С 2016 по 2017 год она играла роль Идиль в телесериале «Надежда не умирает», который транслировался на телеканале FOX TV. С 2017 по 2018 год играла роль Селин Эгемен в телесериале «Госпожа Фазилет и её дочери».

## Фильмография
| Год       |   | Русское название            | Оригинальное название    | Роль                    |
| --------- | - | --------------------------- | ------------------------ | ----------------------- |
| 2015—2016 | с | Это моя жизнь               | O Hayat Benim            | Ханифе                  |
| 2016—2017 | с | Надежда не умирает          | Umuda Kelepçe Vurulmaz   | Идиль                   |
| 2017—2018 | с | Госпожа Фазилет и её дочери | Fazilet Hanım ve Kızları | Селин Эгемен / Демиркол |
| 2018      | ф | Остались только мечты       | Yalnız Hayaller Kaldı    |                         |